# John Douglas of Balvenie
Sir John Douglas of Balvenie (auch Balveny, * nach 1426; † Juli 1463) war ein schottischer Adliger.

## Leben
Er entstammte der „schwarzen Linie“ der Familie Douglas. Er war der jüngste Sohn des James Douglas, 7. Earl of Douglas aus dessen Ehe mit Beatrice Sinclair, Tochter des Henry II. Sinclair, Jarl von Orkney.
1445 übertrug ihm sein Vater die feudalen Baronien von Balvenie, Boharm und Botriphnie, alle in Banffshire. 1448 nahm er am Grenzkrieg gegen England und der Schlacht bei Sark teil.
Nachdem König Jakob II. von Schottland seinen ältesten Bruder 1452 auf Stirling Castle persönlich ermordet hatte, traten John und seine Familie in offene Rebellion gegen den König. Diese mündete in die Schlacht von Arkinholm am 1. Mai 1455 in der die Douglas dem König unterlagen. Er wurde daraufhin wegen Hochverrats geächtet und alle seine Titel und Ländereien von der Krone eingezogen. John selbst floh nach England.
Nachdem Jakob II. 1460 gestorben war, und Schottland aufgrund der Minderjährigkeit Jakobs III. von einem Regentschaftsrat regiert wurde, kehrte John nach Schottland zurück. Er beteiligte sich an den Vorbereitungen für eine von England unterstützte Rebellion seiner Familie und des John MacDonald, 11. Earl of Ross. Nachdem der Regentschaftsrat ein Kopfgeld auf seine Ergreifung ausgesetzt hatte, wurde er 1463 beim Versuch Truppen für seine Sache anzuwerben von Mitgliedern des Clan Scott aus Liddesdale verhaftet. Er wurde für zwölf Tage in Edinburgh inhaftiert und dort schließlich enthauptet. Er blieb unverheiratet und kinderlos.